# Kiszte
Kiszte (szlovákul: Kysta) község Szlovákiában, a Kassai kerület Tőketerebesi járásában.

## Fekvése
Tőketerebestől 15 km-re délre, a Helmec-patak jobb oldalán fekszik.

## Története
1272-ben említik először. Története során több nemesi család birtoka volt. 1405-ben az Imreghi család birtoka, ekkor „Kyzthe”, majd 1438-ban „Kysthe”, 1444-ben „Kezthe” néven említik. 1458-ban a Pálócziaké, a 16. században a Dobó, Báthori és más családoké. 1512-ben „Kyzthe” alakban szerepel a korabeli forrásokban. 1557-ben 7 és fél portája adózott. 1661 és 1781 között a sátoraljaújhelyi pálosoké, később a kamaráé volt. 1715-ben 9 lakatlan és 10 lakott háza állt. 1787-ben 52 házában 330 lakos élt.
A 18. század végén Vályi András így ír róla: „KISZTE. Tót falu Zemplén Várm. földes Ura a’ Religyiói Kintstár, az előtt az Újhelyi Paulinus Atyáknak birtokok vala, lakosai katolikusok, és más félék, fekszik Gertsely, és Kazsuhoz is közel, hegyes, völgyes határja 3 nyomásbéli, gabonát, és árpát terem, erdője van, szőleje nints, vér nélkül is szűkölködik, piatzok Kassán, és Újhelyben.”
A 19. században a Vay család tulajdonában találjuk. 1828-ban 54 háza és 402 lakosa volt. 1831-ben lakói részt vettek a koleralázadásban.
Fényes Elek 1851-ben kiadott geográfiai szótárában így ír a faluról: „Kiszte, Zemplén v. orosz-magyar falu, Barancs fil., 69 romai, 571 g. kath., 104 ref., 6 zsidó lak. Kath. kápolna. Ref. szentegyház. 586 hold szántóföld. Szőlőhegy. Erdő.”
Borovszky Samu monográfiasorozatának Zemplén vármegyét tárgyaló része szerint: „Kiszte, kisközség 72 házzal és 422 lakossal, kiknek nagyobb része tótajkú és gör. kath. vallású. Postája Bodzásújlak, távírója és vasúti állomása Velejte. 1419-ben iktatja a leleszi káptalan Imreghi Andrást némely részeibe. 1458-ban Palóczi Lászlót, húsz évvel később Czékei Jánost uralta. 1510-ben, a miko Kyzthe alakban írják, Eödönffi Péter, Gerendi László és Dobó Zsófia kapnak benne részeket. 1520-ban Bánffi Pétert, Eödönffi Imrét, Dobó Zsófiát, Gerendi Lászlót és Czékei Jánost iktatják be s ez időtájt a Tárczayaknak is volt itt részök, valamint az Uporiaknak is. 1551-ben Soós János is birtokosaként szerepel. 1598-ban, az akkori összeírás Maróthy Mihályt, Soós Andrást és Czobor Mihályt említi. A Rákóczyak is birtokosai és ezek révén Báthory Zsófia, ki a maga részét 1661-ben az újhelyi pálosoknak adományozza. 1683-ban Thököly Imre foglalja el. 1711-ben a Kapy családot, 1808-ban Lónyay Gábort iktatják némely részeibe, kiket később gróf Vay Károly követ. Most gróf Vay Ilonának van itt nagyobb birtoka. A pálosok része előbb a vallásalapé lett, később idegen kézre került. Itt is pusztított hajdan a pestis, a mult században meg a kolera s ekkor lakosai részt vettek a pórlázadásban. Van itt róm. kath. kápolna, mely 1842-ben épült s református templom, melynek építési ideje ismeretlen.”
1900 és 1910 között sok lakója kivándorolt. 1920-ig Zemplén vármegye Sátoraljaújhelyi járásához tartozott, majd az újonnan létrehozott csehszlovák államhoz csatolták. 1938-1945 között ismét Magyarország része.

## Népessége
| Év:            | 1994. | 2004.   | 2014.   | 2024.   |
| -------------- | ----- | ------- | ------- | ------- |
| Emberek száma: | 412   | 406     | 374     | 402     |
| Eltérés:       |       | -1,45 % | -7,88 % | +7,48 % |

| Év:            | 2023. | 2024.   |
| -------------- | ----- | ------- |
| Emberek száma: | 395   | 402     |
| Eltérés:       |       | +1,77 % |

1910-ben 361-en, többségében szlovákok lakták, jelentős magyar kisebbséggel.
2001-ben 392 lakosából 391 szlovák volt.
2011-ben 381 lakosából 358 szlovák.

## Nevezetességei
- Református temploma 1789-ben épült.
- Úti kápolnája 1773-ban készült.